# 闾阳镇
闾阳镇，是中华人民共和国辽宁省锦州市北镇市下辖的一个乡镇级行政单位。

## 行政区划
闾阳镇下辖以下地区：
闾一村、互助村、兴胜村、吴台村、闾二村、闾三村、闾四村、魏屯村、下肖村、石堡子村、红旗村、上肖村和新民村。